# Corredor dels tornados

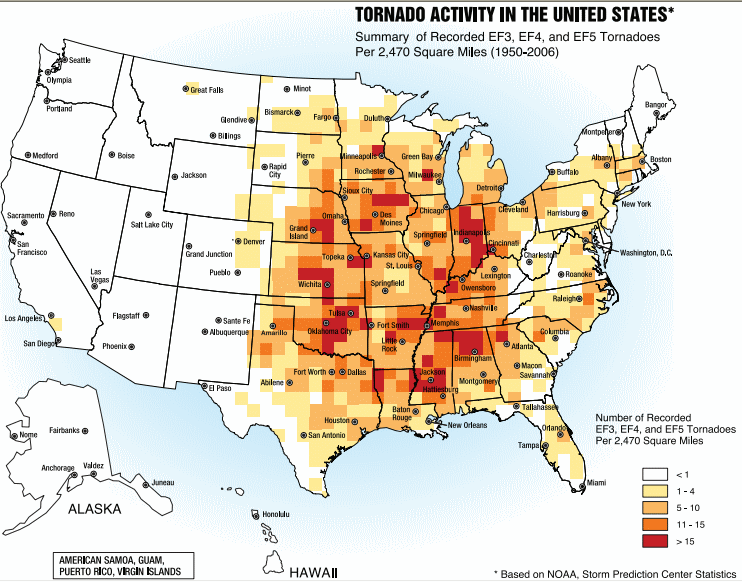
Tornado Alley

El corredor o passadís del tornados (en anglès:Tornado Alley) és una expressió col·loquial i dels mitjans de comunicació per a referir-se a la zona dels Estats Units on els tornados resulten més freqüents. Encara que oficialment aquesta zona no està definida, és la zona entre les muntanyes Rocoses i els Apalatxes on normalment s'associa.

## Geografia dels tornados
Malgrat que no hi ha cap estat dels Estats Units completament lliure de patir els efectes dels tornados, aquests són més freqüents a les Grans Planes. Segons les bases de dades i els informes del National Climatic Data Center, Texas és l'estat on hi més tornados, encara que s'ha de tenir també en compte la gran superfície que ocupa. Kansas i Oklahoma són el segon i tercer estat en nombre de tornados però amb més que Texas per unitat de superfície. Tanmateix la densitat de tornados a la part nord de Texas és comparable a la d'Oklahoma i Kansas. Florida també té un gran nombre i densitat de tornados però normalment hi fan menys danys que els de les planes del sud.